# 布里蒂拉纳
布里蒂拉纳是巴西马拉尼昂州的一个市镇。总面积818.416平方公里，总人口14465人，人口密度17.7人/平方公里。